# Nikola Uzunović
Nikola Uzunović, cyrilicí Никола Узуновић (3. květen 1873 – 19. červenec 1954) byl srbský právník, soudce a politik.

## Život
Nikola Uzunović se narodil v jihosrbském městě Niš. Jako absolvent bělehradských práv se věnoval soudcovské profesi, v rámci které se vypracoval až do funkce tajemníka kasačního soudu v Bělehradě. Členem parlamentu za Národní radikální stranu byl zvolen v letech 1905 a 1908. Za první světové války byl záložní důstojník a po jejím skončení se opět politicky angažoval. V následujících letech byl ministrem pro zemědělské otázky a ministrem výstavby. V dubnu 1926 byl vlivem korupčních afér nucen odstoupit z funkce premiér Nikola Pašić. Novým premiérem se stal Uzunović, který v krátkém časovém sledu za sebou sestavil tři vlády. Dosazení poddajného Uzunoviće však bylo především výsledkem Pašićovy snahy i nadále prostřednictvím stranických orgánů ovlivňovat dění na nejvyšší úrovni a také se v pozadí připravovat na návrat do funkce premiéra. Unavený Uzunović, který měl za sebou dvanáct krizí a několikanásobnou rekonstrukci vlády, v reakci na další ostrý útok proti vládě a straně odpověděl v dubnu 1927 svou demisí. Ve funkci ho vystřídal představitel jedné z frakcí v rámci Národní radikální strany - Velimir Vukićević. V roce 1932 se Nikola Uzunović stal předsedou Jugoslávské radikální selské demokracie. V lednu 1934 se pokusil král Alexandr vyřešit vnitropolitickou krizi výměnou premiéra. Designovaný premiér Uzunović dostal za úkol snížit chorvatsko-srbské napětí, řešit dopady hospodářské krize a skloubit parlamentarismus s autoritativním pojetím vlády. V roce 1934 obdržel Uzunović při návštěvě francouzského ministra zahraničí Barthoa v Jugoslávii Řád čestné legie. Uvádí se, že právě Uzunović odrazoval panovníka od cesty do Marseille, která se nakonec stala Alexandrovi osudnou. Uzunović na marseillský atentát reagoval posílením vlády pozváním nových ministrů a bývalých premiérů Živkoviće, Marinkoviće a Srškiće. V následujícím období zpochybňoval Uzunović regentskou radu a odmítal sblížení s opozicí, což vedlo k revoltě některých ministrů a pádu vlády. Uzunović si za své politické kariéry získal mnoho nepřátel, což potvrzují i některé písemnosti v archivních fondech Historického muzea Srbska. Po opuštění funkce premiéra se stáhl do ústraní. Za druhé světové války odmítl připojit své jméno pod protikomunistickou petici prominentních Srbů. Po válce přišel o rozsáhlé pozemky i svou vilu, kterou svého času FLRJ darovala Spojeným státům americkým, které ji vlastní doposud. Zemřel 19. července 1954 v Bělehradě. Některé zdroje však bez dalších podrobností uvádějí, že Uzunović zemřel již v roce 1953.